# Église Notre-Dame de Coust
L'église Notre Dame est une église catholique située sur la commune de Coust, dans le département du Cher, en France.

## Historique
Cette église romane a été initiée au XIIe siècle par les Bénédictines de l'abbaye de Charenton en fondant un prieuré à Coust.
Le 18 juin 1732, Pierre Morimard, curé résident de Coust, reçoit l'archevêque de Bourges Frédéric Jérôme de La Rochefoucauld qui ordonne notamment la destruction d'un autel alors placé sous le clocher, et l'embellissement de l'autel du chœur.
Lors du départ en retraite en 1926 du dernier curé de Coust, l'abbé Le Amelot, la cure fut définitivement fermée et la paroisse desservie par Charenton. Depuis les années 2000, l'église n'est ouverte que lors des fêtes de la Saint-Vincent et pour des célébrations de mariage ou de funérailles. Pour la première fois depuis leur création, elle fut ouverte à la visite à l'occasion des Journées européennes du patrimoine en 2012.
L'édifice est classé au titre des monuments historiques par arrêté du 2 juin 1911. 

## Architecture
Cette église romane possède un clocher médiéval dont la flèche octogonale en pierre aux arêtes amorties de baguettes a été édifiée ultérieurement.
L’édifice se compose de cinq parties distinctes : une  nef unique, un chœur, une abside en cul-de-four, un clocher et une sacristie, latéraux au chœur, et un « caquetoire », petit appentis adossé au clocher et à la nef, laquelle est couverte par une voûte en berceau de bois plâtré.
Sept vitraux à motifs végétaux en grisailles datant du XIXe l'éclairent dont un œil-de-bœuf au-dessus du porche principal. Ce dernier, irrégulier et légèrement aigu, présente à l'extérieur un arc à deux ressauts et deux simples piédroits.
Les fonts baptismaux datent de la fin du XIXe; au sol un cercle de tomettes matérialise l’ancienne baignoire des baptêmes. 
Deux autels, dédiés à la Vierge et à Saint Joseph, de style néo roman, furent adossés  à la fin du XIXe contre le mur diaphragme. 

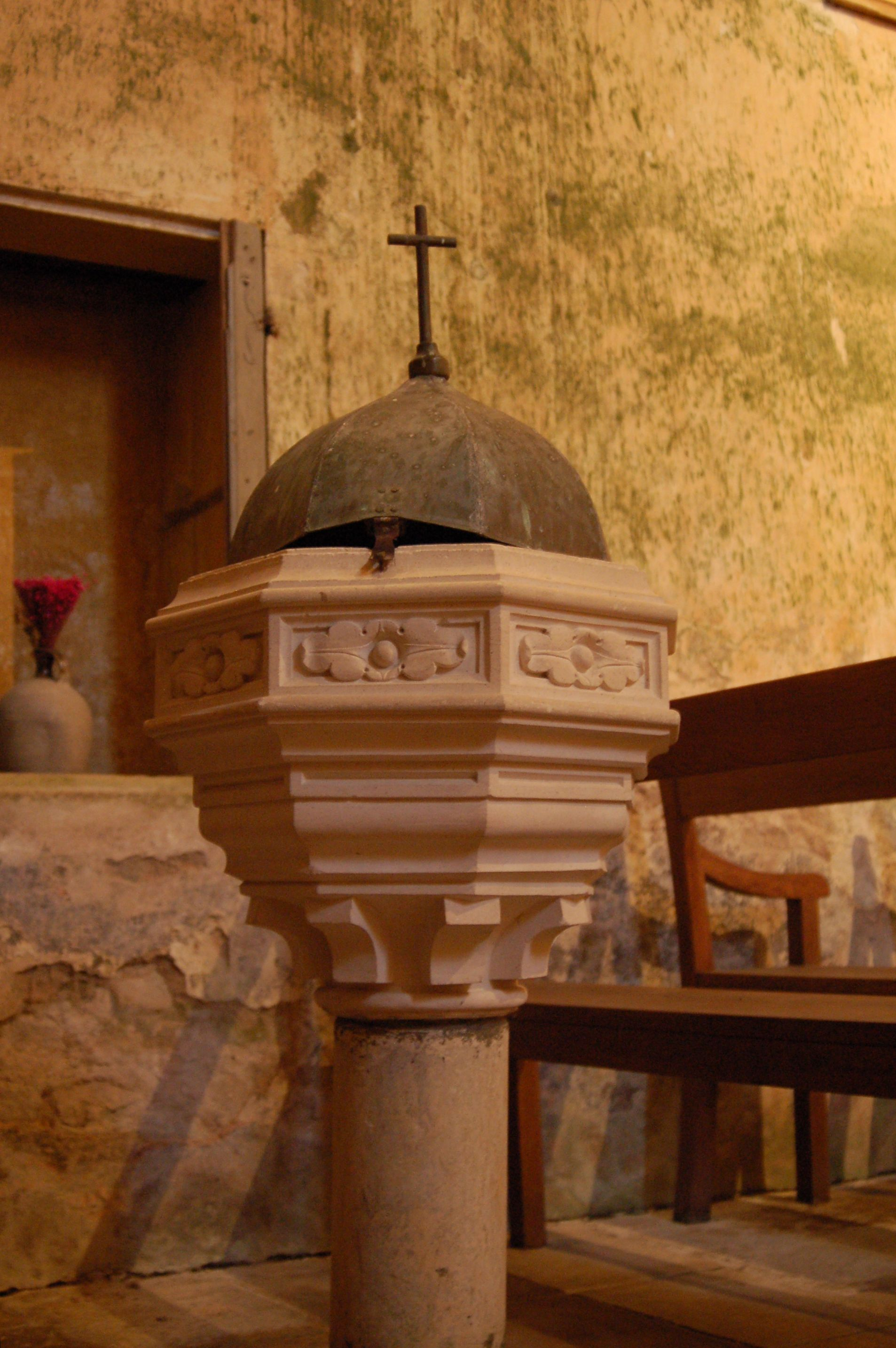
Les fonts baptismaux du  XIXe
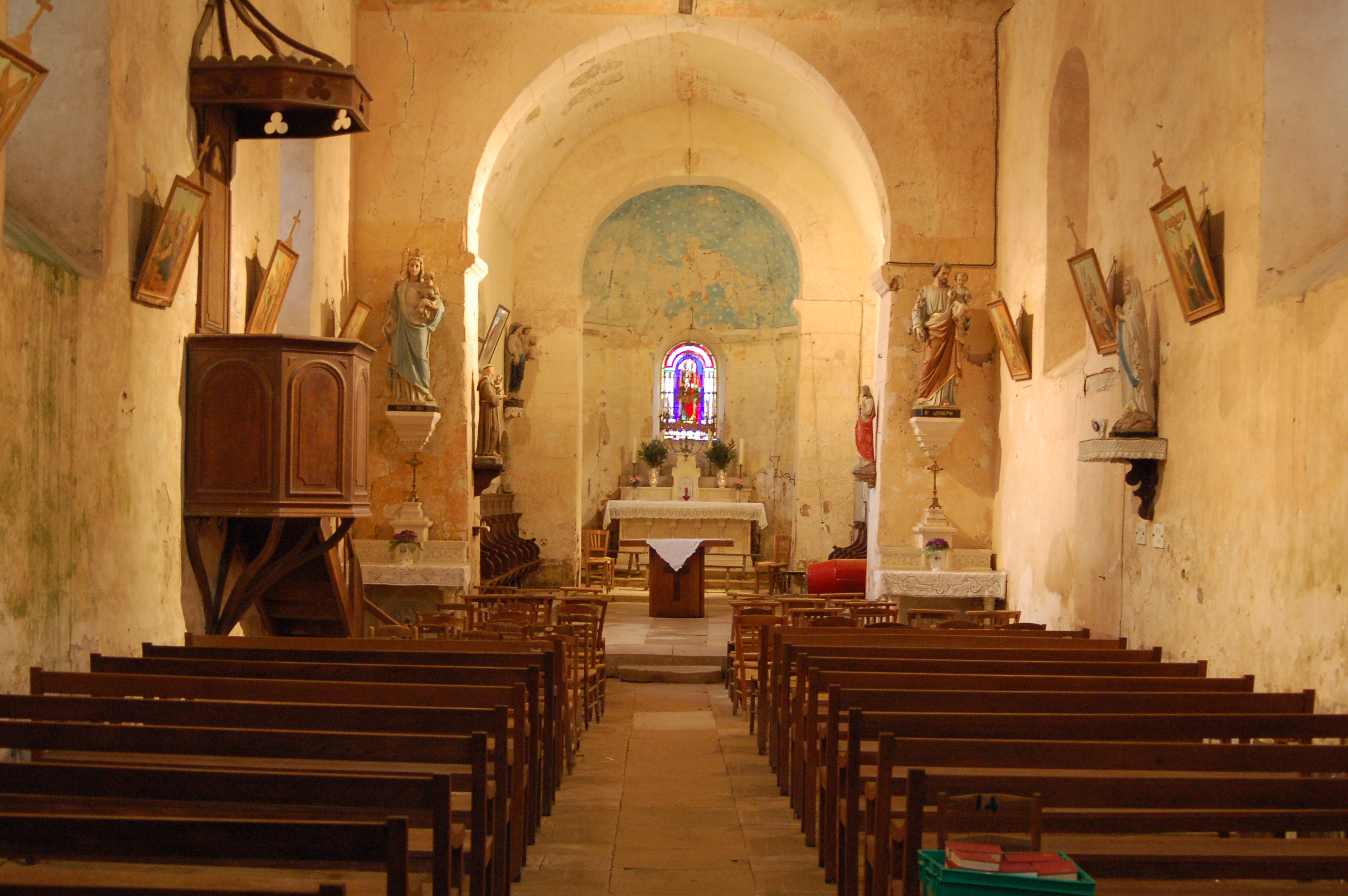
La nef et le chœur
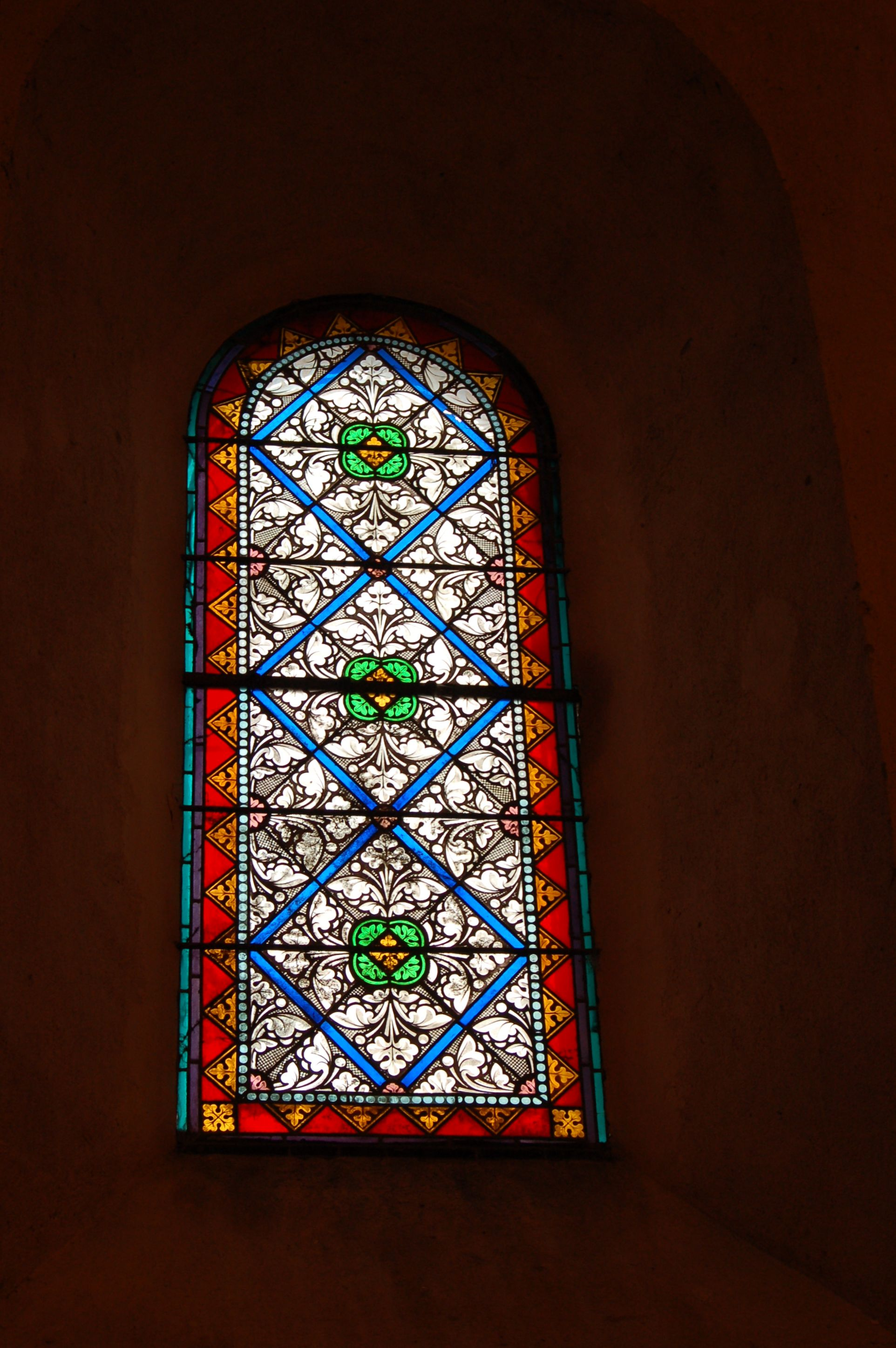
Un vitrail de la nef

La voûte du chœur est en pierre et porte quelques traces de polychromie, dont deux frises représentant pour l'une des palmes et des fleurs de lys et pour l'autre, plus ancienne, une alternance de livres ouverts et de calices. De part et d'autre du chœur, des stalles masquent la base des pilastres carrés qui portent des arcades romanes. Deux d'entre elles ont laissé place à un arc gothique qui abritait probablement une sépulture. À sa construction, le chœur possédait deux petites baies de style roman très étroites et décorées au dehors par une archivolte, aujourd’hui comblées et remplacées par une simple fenêtre.
L'abside, voûtée en cul-de-four, est percée de trois ouvertures dont les vitraux  du XIXe représentent la Vierge, Jésus et Saint Joseph. À l'extérieur, la baie centrale est décorée d'une archivolte à billettes. Le maitre autel  néo-roman date du XIXe. Un ciel étoilé peint sur la voûte laisse voir des traces d’ocres d'une fresque médiévale découverte en 1980. 

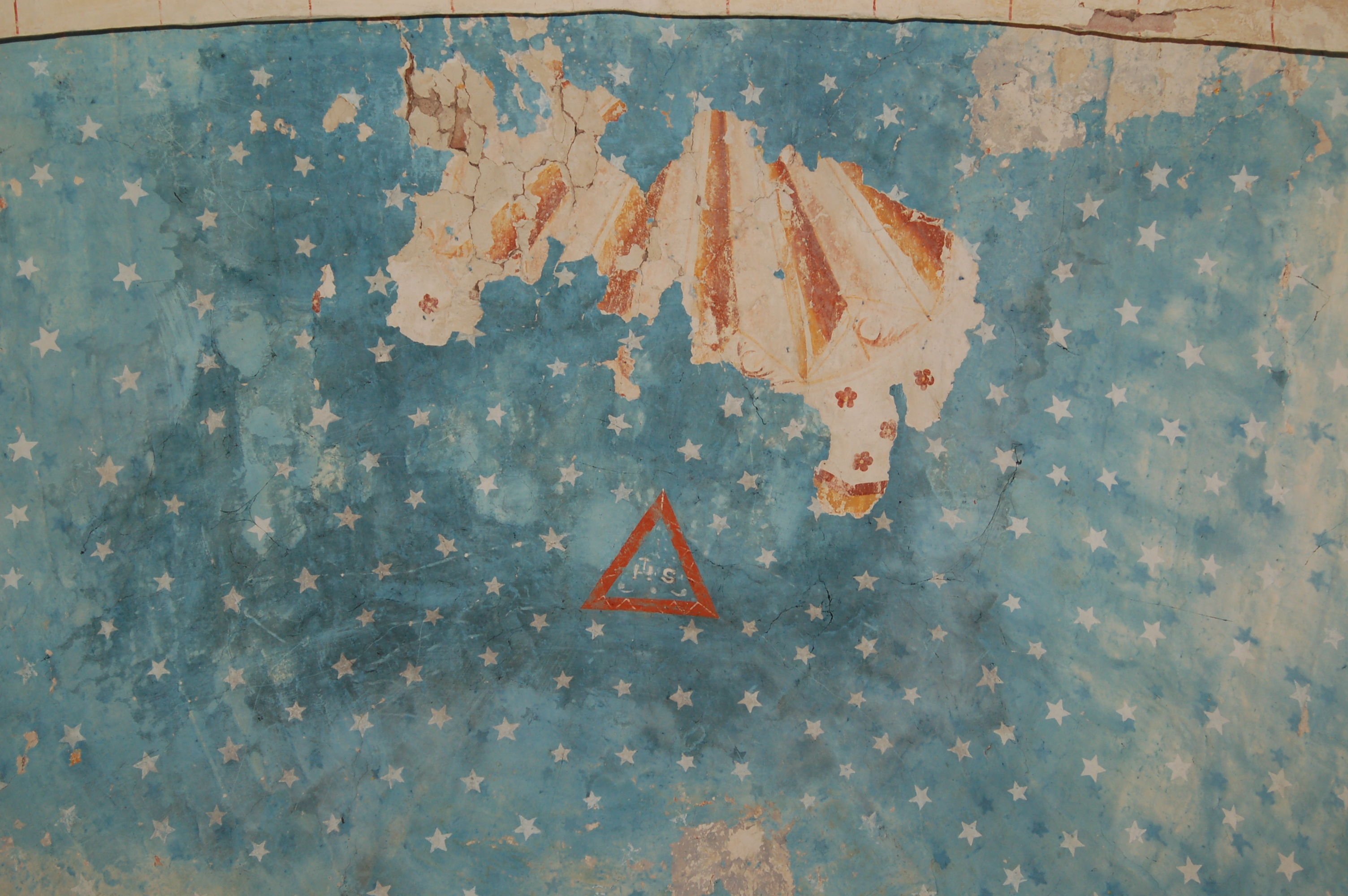
La voûte en cul-de-four

Le clocher carré fut ajouté à l'église initiale à la fin du XIIe ou au début du XIIIe, l’actuelle flèche de pierre a remplacé un toit de charpente. Au niveau de la chambre campanaire, chaque face est ouverte par une baie dont deux arcades géminées retombent sur des colonnes. Des murets masquent leurs bases. Le chapiteau de la colonne Sud, bien que de style roman, préfigure le style gothique, avec les feuilles d’eau (ou nénuphars).
Les échelles permettant de gravir le clocher ont été remplacées en avril 2010 par un escalier en bois de chêne provenant de la forêt voisine de Tronçais. Le beffroi de charpente supporte quatre cloches. Thérèse, Ursule et Françoise-Gabrielle-Ève datent du XIXe siècle tandis que la dernière fut ajoutée lors de la dernière restauration des lieux. Thérèse a un diamètre de plus d’un mètre.

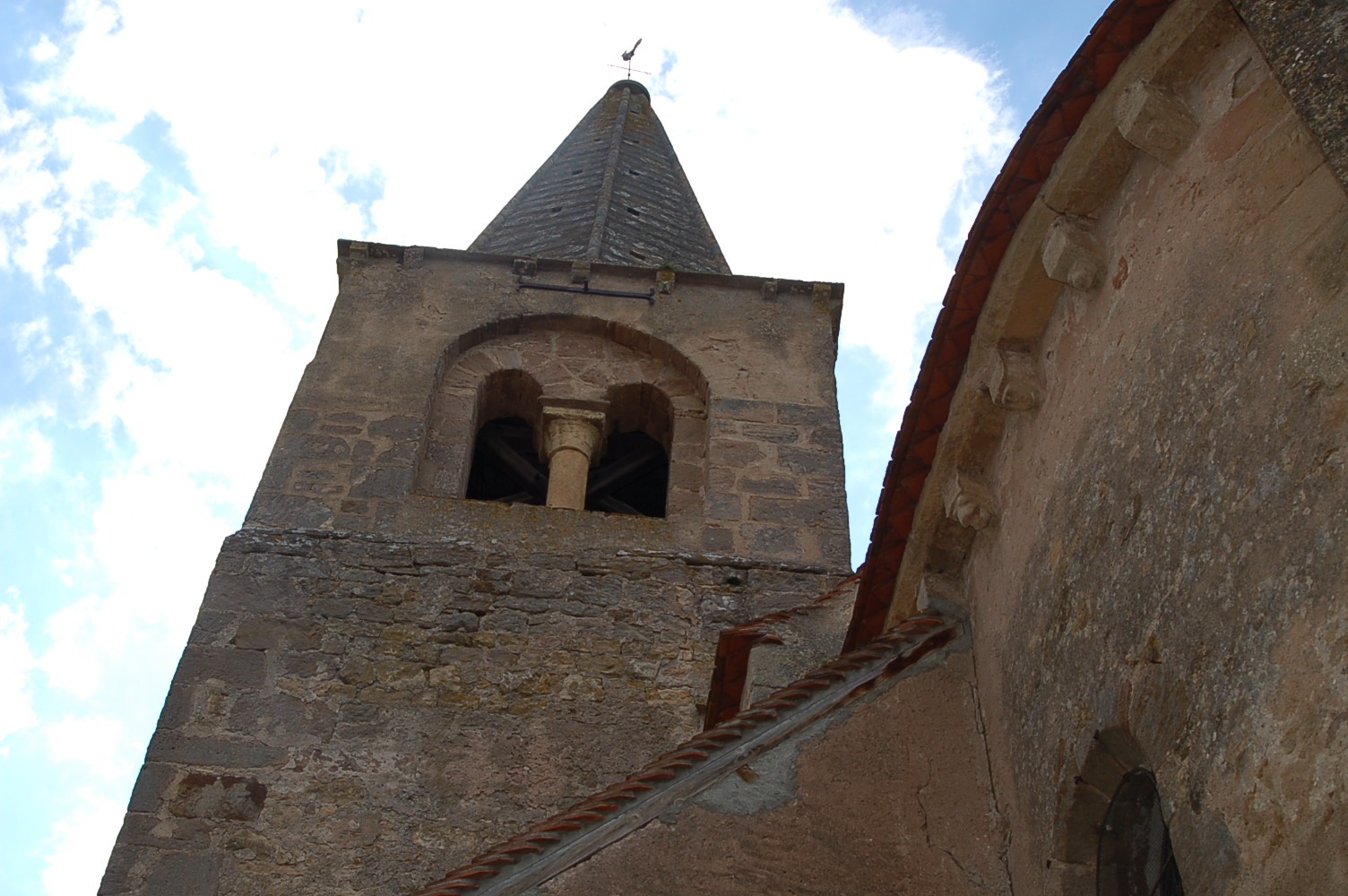
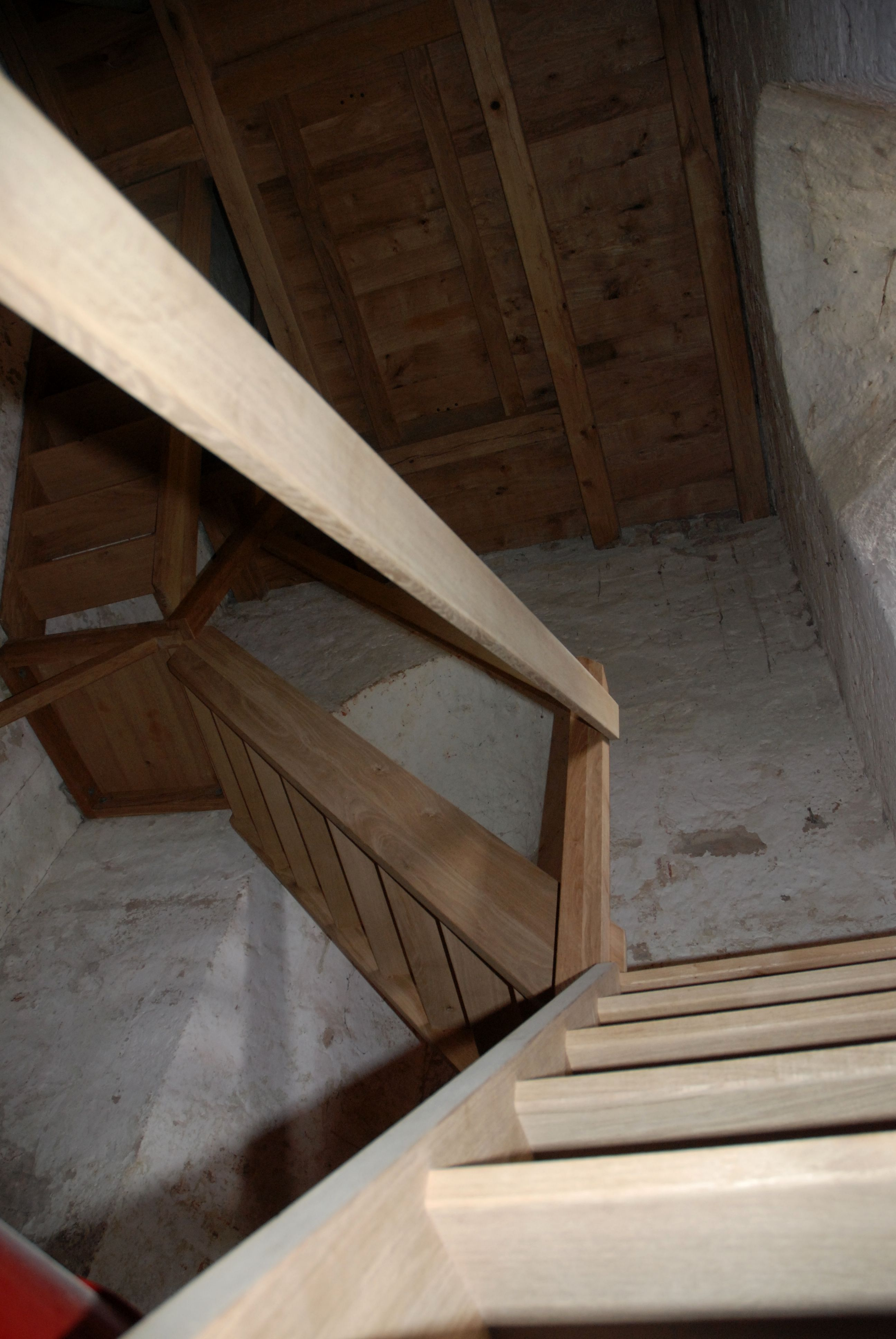
L'escalier en chêne de Tronçais
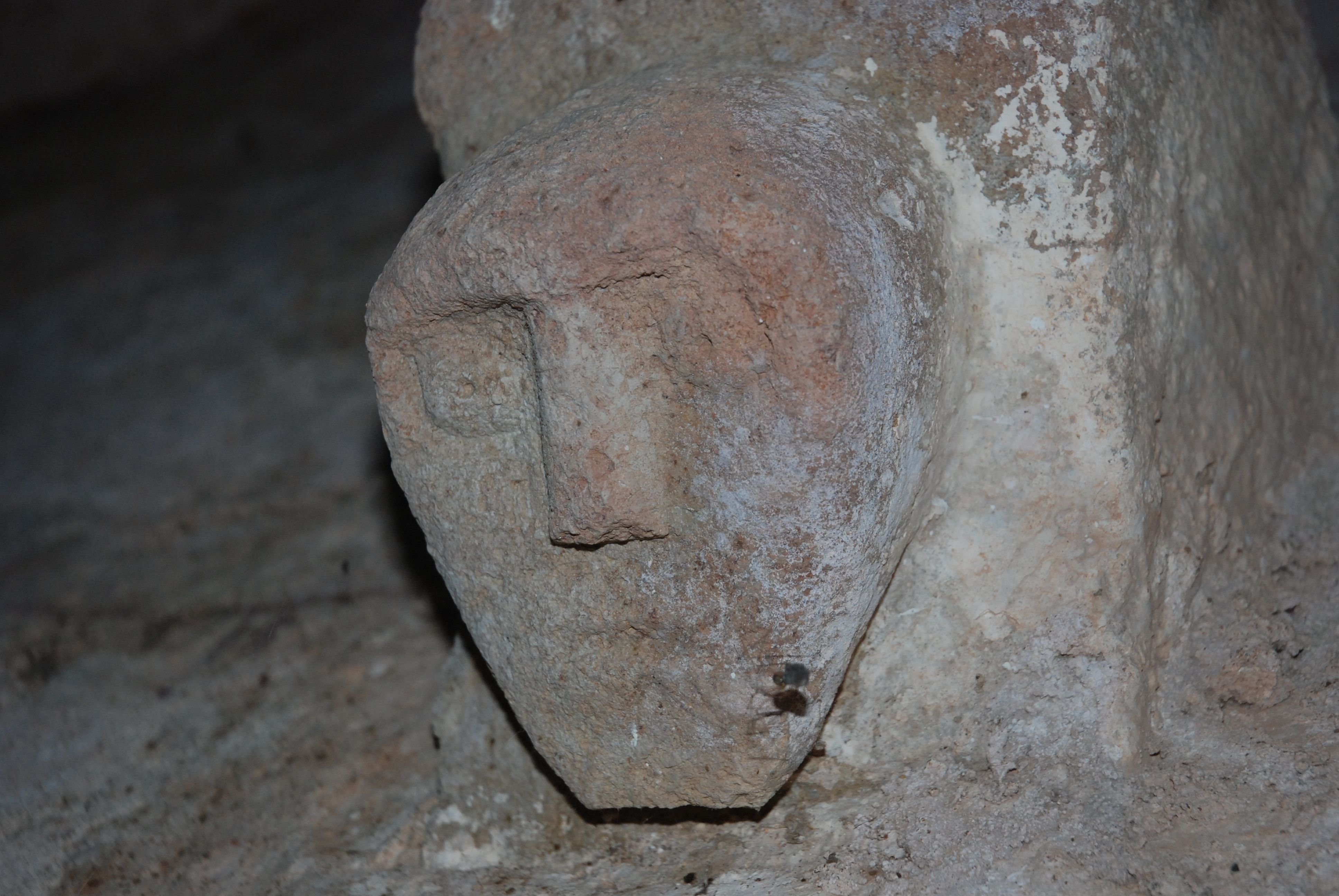
Modillon dissimulé dans le clocher
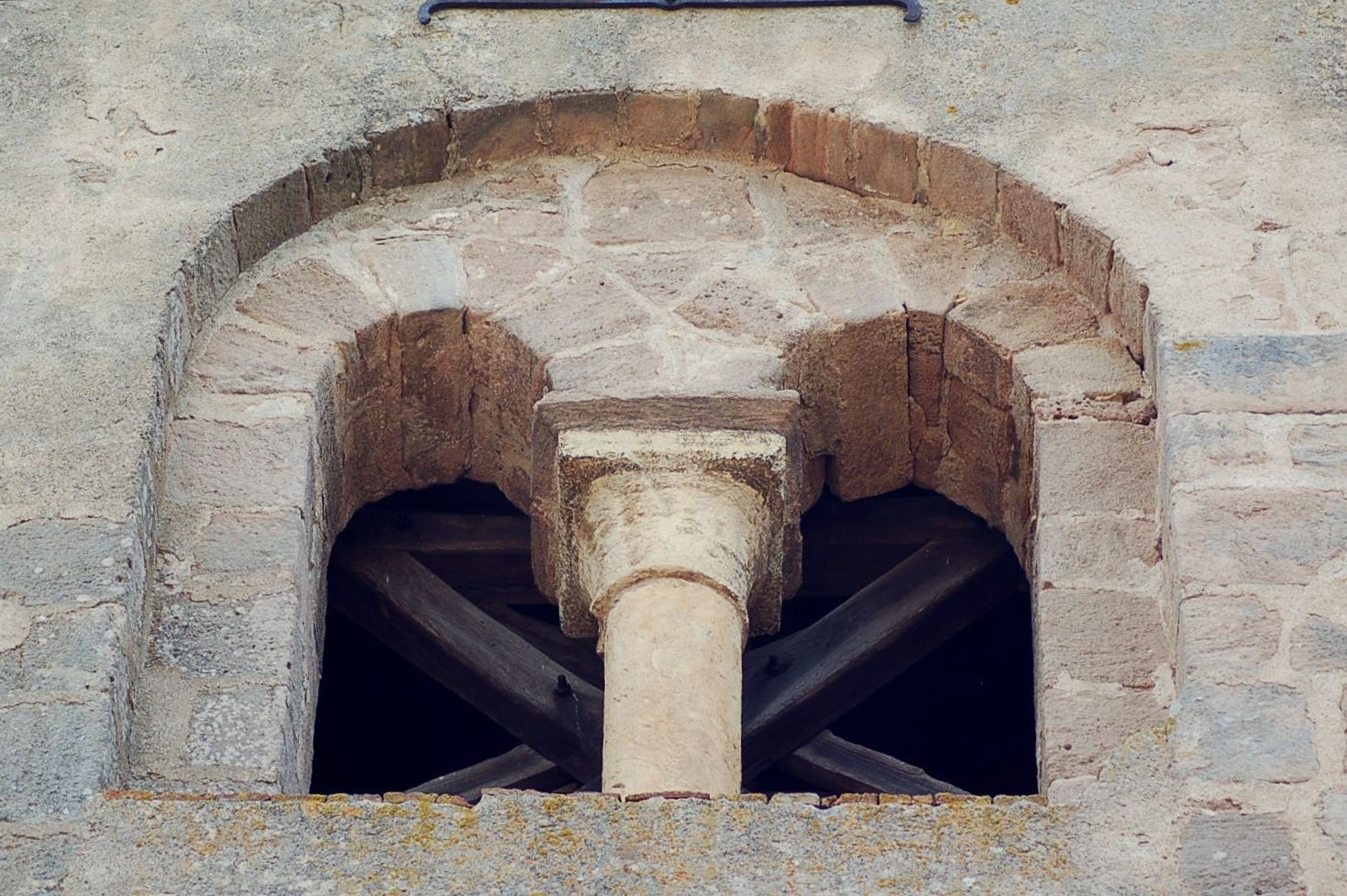
Baie Est du clocher

À l'extérieur, les regards des têtes humaines et d'animaux primitifs sculptés sur les modillons soutiennent une corniche en doucine. Au contrefort de la porte sud, on peut encore voir de nombreuses stries. Une théorie voudrait que les griffures présentes sur les pierres des édifices religieux soient souvent les marques que des pèlerins ont laissées en prélevant de la pierre pour la conserver comme une sorte de relique, voire pour l'ingérer et s'approprier le lieu saint. Plus prosaïquement, une autre théorie évoque le frottement des outils pour avoir la protection divine sur les travaux agricoles.

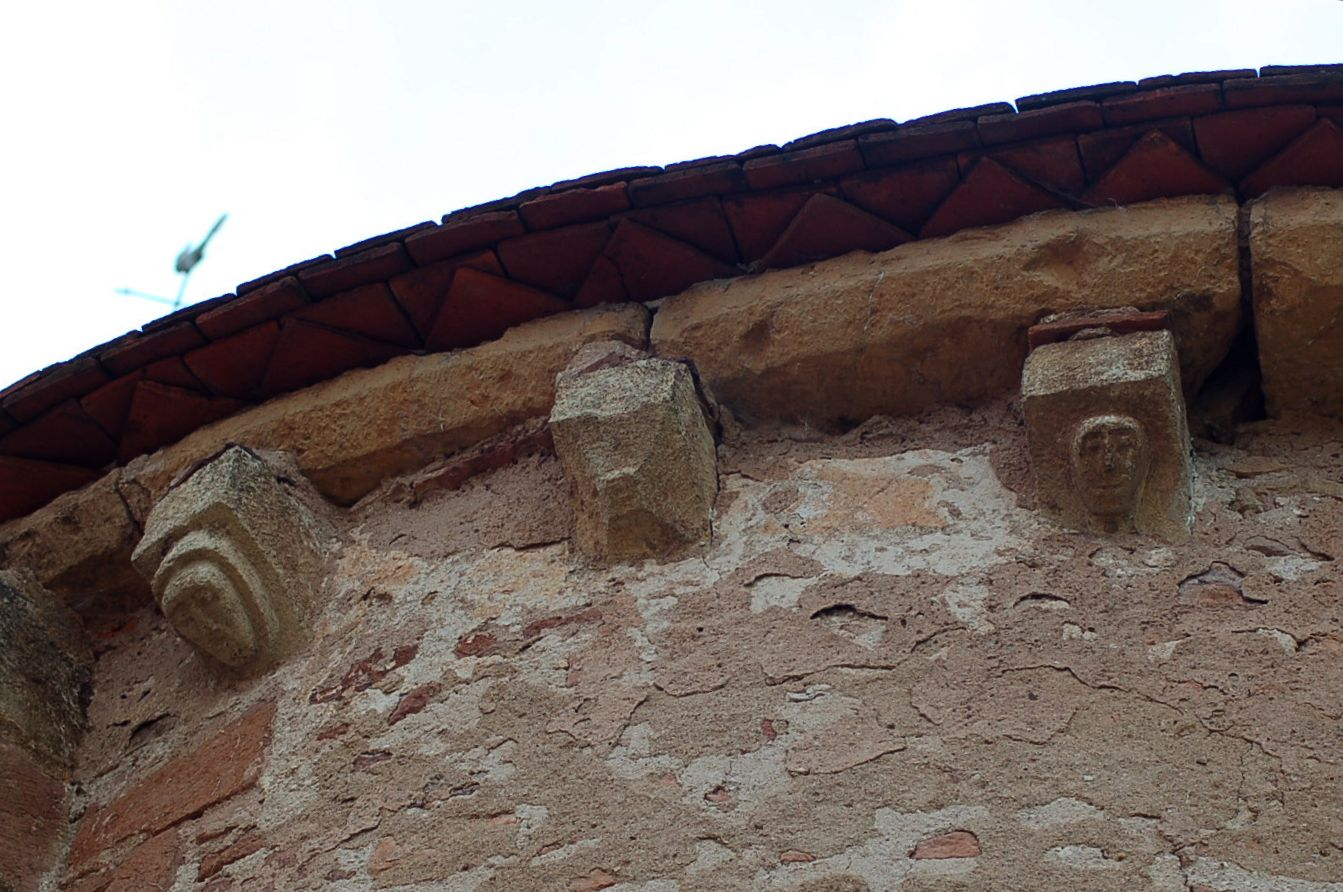
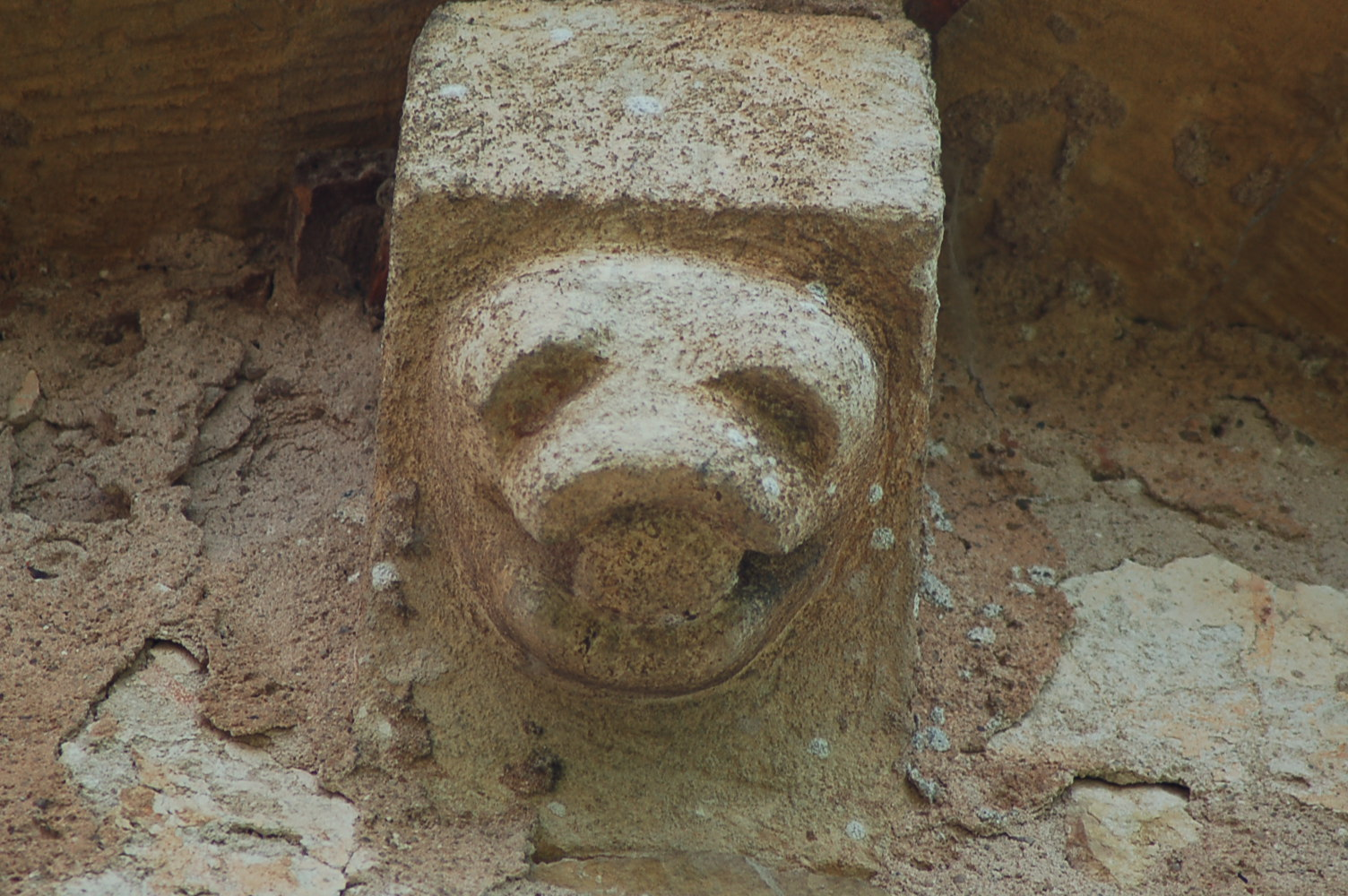

Le caquetoire, auvent attenant au clocher, a été récemment restauré ; il servait autrefois de porche d'entrée, abritant une simple porte sans ornements.
Dans les récits berrichons recueillis par le sculpteur Jean Baffier est mentionnée l'église dans ces termes : « Le bourg de Coust a un clocher de pierre que, soi-disant, il aurait bâti arié, nouter grand artisan. Je veus ben l'entender dire mais, asseurement moé, Je peu réponder de ren su iceli avènement ».

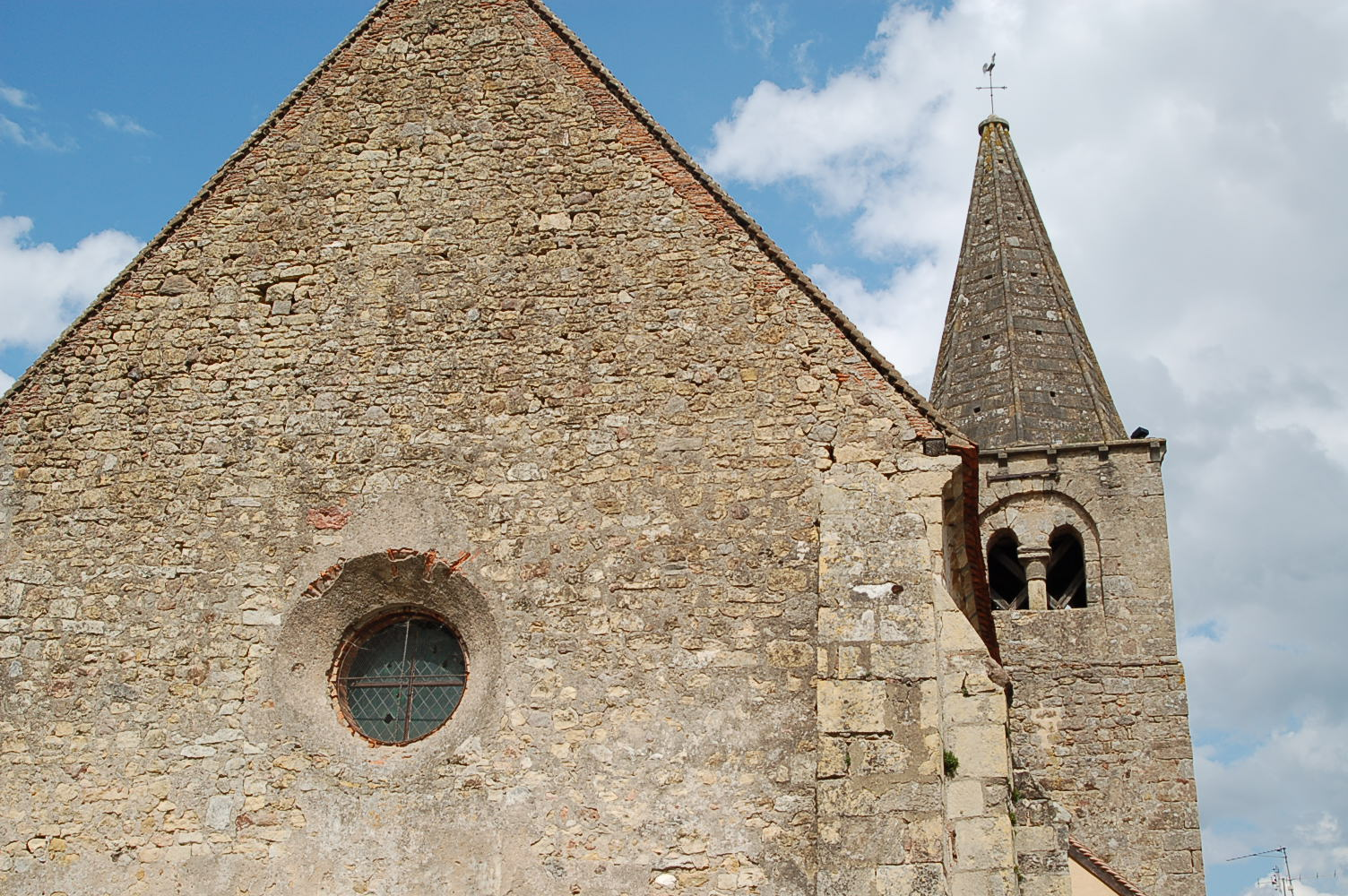
Façade occidentale

### Dimensions
- longueur totale de l'édifice : 28 m
- longueur de la nef hors-œuvre : 17,80 m
- largeur de la nef hors-œuvre : 7,90 m
- longueur du chœur hors-œuvre : 6,55 m
- largeur du chœur hors-œuvre : 6 m
- longueur de l'abside hors-œuvre : 4,20 m
- largeur de l'abside hors œuvre : 5,10 m
- base du clocher : 4,80 m